# Bíró (családnév)
A Bíró régi magyar családnév. Foglalkozásnév vagy valamilyen (rokoni, szolgálati, jobbágyi) kapcsolatra utaló név egy bíróval. A foglalkozás lehet időleges vagy állandó (városbíró, szolgabíró, törvénybíró, fogott bíró, udvarbíró). 2020-ban a 37. leggyakoribb családnév volt Magyarországon. 18 646 személy viselte ezt a vezetéknevet.

## Híres Bíró nevű személyek
- Bíró András (1923–2016) író, költő, újságíró
- Bíró János (1905–1972) jogász, történész, író
- Bíró József Árpád (1899–1949) díjlovagló
- Bíró Lajos, író
- Bíró Lajos (1959) szobrász
- Bíró Lajos (1856–1931) zoológus, világutazó, néprajzkutató
- Bíró László József (1899–1985) a golyóstoll feltalálója
- Bíró Levente (1924–2007) romániai magyar színész
- Bíró Mihály (1886–1948) grafikus, festő
- Bíró Sándor (1911–1988) válogatott labdarúgó
- Bíró Vencel (1885–1962) magyar történész, piarista szerzetes
- Bíró Zoltán (1941) muzeológus, irodalomtörténész, politikus
- Bíró Zsuzsa (1933) dramaturg és forgatókönyvíró